# Бауман, Владимир Иванович
Владимир Иванович Бауман (9 (21) апреля 1867, Мензелинск, Уфимская губерния, Российская империя — 15 марта 1923, Петроград, СССР) — русский учёный-геолог, маркшейдер. Первый в России профессор самостоятельной кафедры маркшейдерского искусства. Автор основополагающих трудов по маркшейдерскому делу.

## Биография
В 1884 г. окончил реальное училище в Казани. После окончания Петербургского горного института, в 1890—1895 годах был преподавателем горного, маркшейдерского искусства и геодезии в Красноуфимском промышленном училище.
С 1895 года — ассистент на кафедре горного и маркшейдерского искусства Петербургского горного института. В 1896 году был командирован на 6 месяцев в Германию, Францию и Австрию для изучения горного дела и постановкой его преподавания. По возвращении читал лекции по Маркшейдерскому искусству и сферической тригонометрии в Горном институте, руководил практическими занятиями студентов. Осенью 1899 года после защиты диссертации на тему «О выборе системы координат для маркшейдерских карт и планов» был избран экстраординарным профессором по кафедре маркшейдерского искусства Петербургского горного института. Преподавал математику на курсах Лесгафта, в Женском Политехническом Институте, в Психоневрологическом Институте и на общеобразовательных курсах Черняева. Кроме того, в течение 20 лет Бауман ездил за Невскую заставу преподавать математику в Смоленской школе для рабочих, в которой был впоследствии инспектором.
Летом 1907 г. был командирован в Швецию для изучения методов магнитометрического исследования месторождений магнитных руд и постановки маркшейдерского и землемерного дела.
По инициативе профессора Баумана был созван 1-й съезд маркшейдеров юга России в Харькове в 1909 году и 1-й Всероссийский съезд маркшейдеров в 1913 году, на котором был выдвинут ряд докладов о положении землемерного делав различных ведомствах и необходимости объединения этих работ. К этому же съезду В. И. Бауманом был подготовлен важный его труд «Инструкция по производству маркшейдерских работ». 2-й Всероссийский съезд маркшейдеров был созван по его же инициативе и под его председательством в 1921 году.
В 1909—1913 годах под его руководством была проведена государственная триангуляция Донецкого каменноугольного бассейна. Впервые в российской маркшейдерской практике начался переход к общей для всего бассейна системе координат, названной «системой координат Баумана».
В 1913 г. награждён орденом Св. Анны 2-й степени.
Разработал геометрическую классификацию поступательных смещений горных пород, ввёл новые правила определения запасов полезных ископаемых («метод изогипс Баумана» и «формула Баумана»), видоизменил и улучшил магнитометрический метод разведки магнитных руд. Занимался исследованиями Тельбесского железорудного месторождения.
В 1916 г. — награждён орденом Св. Владимира 4-й степени.
В. И. Бауман был деятельным членом многих научно-технических обществ и государственных учреждений: он был членом Горного Ученого Комитета, магнитной комиссии при Академии Наук, Научно-технического Совета при Горном отделе ВСНХ СССР и постоянным консультантом по маркшейдерской части Горного отдела.
В 1918—1920 годах — ординарный профессор кафедры геодезии и маркшейдерского искусства Томского технологического института. В 1922 году — профессор кафедры маркшейдерского искусства Московской горной академии.
К 1922 году в Петроградском горном институте организовалась инициативная группа профессуры геологоразведочного факультета с идеей создания Института прикладной геофизики. Составленная руководителем инициативной группы В. И. Бауманом записка содержала все главные заложенные в основание и деятельность принципы и ближайшую программу работ нового института. В декабре 1922 года записка была направлена в Научно-технический совет Главного управления горной промышленности. В это время Владимир Иванович уже был тяжело болен, не мог даже сам писать, но на обсуждение устава и организации нового института всё же являлся, поддерживаемый под руки и испытывая сильные страдания. К сожалению, он не дожил до осуществления идеи.
Владимир Иванович Бауман скончался 15 марта 1923 г. после тяжёлой болезни (рака). Похоронен в Петрограде на площадке Горного института Смоленского православного кладбища.
В Горном Институте был создан Комитет по увековечению памяти В. И. Баумана, куда вошли представители всех факультетов. От Маркшейдерского отделения вошли И. М. Бахурин и И. А. Далинкевич.

## Научные труды
- Бауман В. И. К вопросу о возможности совместного преподавания геодезии и маркшейдерского искусства в Горном институте. — Известия Общ. Горн. Инженеров, 1894.
- Бауман В. И. К вопросу об определении падения и простирания пород по данным разведок. — Известия Общ. Горн. Инженеров, 1896.
- Бауман В. И. Об ориентировке рудничной съемки через одну шахту. — Горнозаводской листок, 1898.
- Бауман В. И. О выборе системы координат для маркшейдерских карт и планов. — СПб.: Типография П. П. Сойкина, 1899. — 145 с.
- Бауман В. И. Маркшейдерское искусство: Составлено по лекциям, читанным студентам IV курса Горного Института 1899/1900 ак. года. — СПб.: Литография Богданова, 1900. — 864 с.
- Бауман В. И. Сравнительный очерк положения маркшейдерского дела в Германии и России. — Горн. журн., 1902.
- Бауман В. И. Курс маркшейдерского искусства ч. I. Определение направления астрономического меридиана и съемка висячими инструментами. СПб.: Издание К. Л. Риккера, 1905.
- Бауман В. И. Курс маркшейдерского искусства ч. II. Теодолитная рудничная съемка. Соединительная / ориентирная / съемка. Триангуляция и нивелировка. СПб., 1905.
- Бауман В. И. К вопросу о сбросах, сдвигах и других смещениях жил и пластов. Известия Горного Института Императрицы Екатерины II, 1907.
- Бауман В. И. О вычислении запасов месторождений. Горный журнал, 1908.
- Бауман В. И. Курс маркшейдерского искусства ч. III. О точности маркшейдерских измерений и уравновешении оказавшихся при съемке погрешностей. СПб., 1909.
- Бауман В. И. К вопросу о разделе и исправлении границ участков, содержащих пластовые месторождения полезных ископаемых. — СПб.: Типография П. П. Сойкина, 1909. — 45 с.
- Бауман В. И. О кривых равновыгодного положения точки при прямой засечке точек. — Известия Горного Института, 1910.
- Бауман В. И. Об определении падения и простирания пород по данным разведок. — Горн. Журнал, 1912.
- Бауман В. И. Одно из решений задачи Ганзена (Ван-Свиндена). — Горн. Журнал, 1912.
- Бауман В. И. О точности ориентировки рудничной съемки решением задачи Ганзена. — Горн. Журнал, 1913.
- Бауман В. И. О контроле маркшейдерских планов рудников Донецкого бассейна. — Горн. Журнал, 1914.
- Бауман В. И. К вопросу о реорганизации маркшейдерского дела в России и о первом всероссийском съезде маркшейдеров. — Горн. Журнал, 1913.
- Бауман В. И. О вычислении координат точек общей триангуляции Донецкого каменноугольного бассейна. — Маркшейдерские Известия, № 8, 1914.
- Бауман В. И. Общая триангуляция Донецкого каменноугольного бассейна. Координаты и абрис пунктов Юзовского Макеевского района. — Издание Комиссии при Горном Ученом Комитете. Петроград, 1914.
- Бауман В. И. Общая триангуляция Донецкого каменноугольного бассейна. Список координат и абриса пунктов триангуляции. — Издание Горного Департамента, 1917.
- Бауман В. И. Курс магнитометрии в 2 частях.

## Память
- Основанный в 1923 году в Ленинграде Институт прикладной геофизики[6] получил имя профессора В. И. Баумана[7].
- На здании Горного института в Санкт-Петербурге (Набережная Лейтенанта Шмидта, 45) установлена мемориальная доска памяти Владимира Ивановича Баумана.